# Ferrari 625F1
Der Ferrari 625F1 war ein Formel-1-Rennwagen, gebaut und eingesetzt von der Scuderia Ferrari.

## Entwicklungsgeschichte
Für die Saison 1952 änderten sich die Rahmenbedingungen, und vor allem das Motorenreglement, nach denen die Weltmeisterschaftsläufe ausgetragen wurden, deutlich. Ferrari reagierte rasch und ließ von Aurelio Lampredi neue 4-Zylinder-Motoren entwickeln. Die 2-Liter-Variante dieser Aggregate kam im neuen Ferrari 500 zum Einsatz. 
 Für die Saison 1954 kam es zu einer erneuten Änderung der Motorenformel, und die Scuderia Ferrari reagierte mit dem Typ 625F1.
Die Ferrari 625F1 waren umgebaute Ferrari 500 mit einer 2,5-Liter-Version des Vierzylindermotors. Dieses Triebwerk war ursprünglich für den Ferrari 553 Squalo entwickelt worden, der parallel zum Typ 625 zum Einsatz kam, und leistete 245 PS in seiner Endausbaustufe. Das Fahrzeug hatte nach wie vor einen einfachen Rohrrahmen.

## Renngeschichte
Der 625F1 gab sein Debüt beim Großen Preis von Argentinien 1954. Die Werksfahrer Giuseppe Farina, José Froilán González und Maurice Trintignant mussten sich dabei nur dem Lokalmatador Juan Manuel Fangio geschlagen geben und erreichten hinter ihm die Ränge zwei bis vier.
Gonzales gewann im selben Jahre mit einem 625er seinen zweiten Grand Prix. Er siegte beim Großen Preis von Großbritannien in Silverstone. Dennoch war der Tipo 625 kein wirklicher Siegerwagen. Der Konkurrenz, angeführt von Mercedes-Benz, war der Wagen unterlegen. Einmal noch erzielte die Scuderia einen Sieg des Tipo 625, als Maurice Trintignant 1955 überraschend den Großen Preis von Monaco gewann.

## Galerie

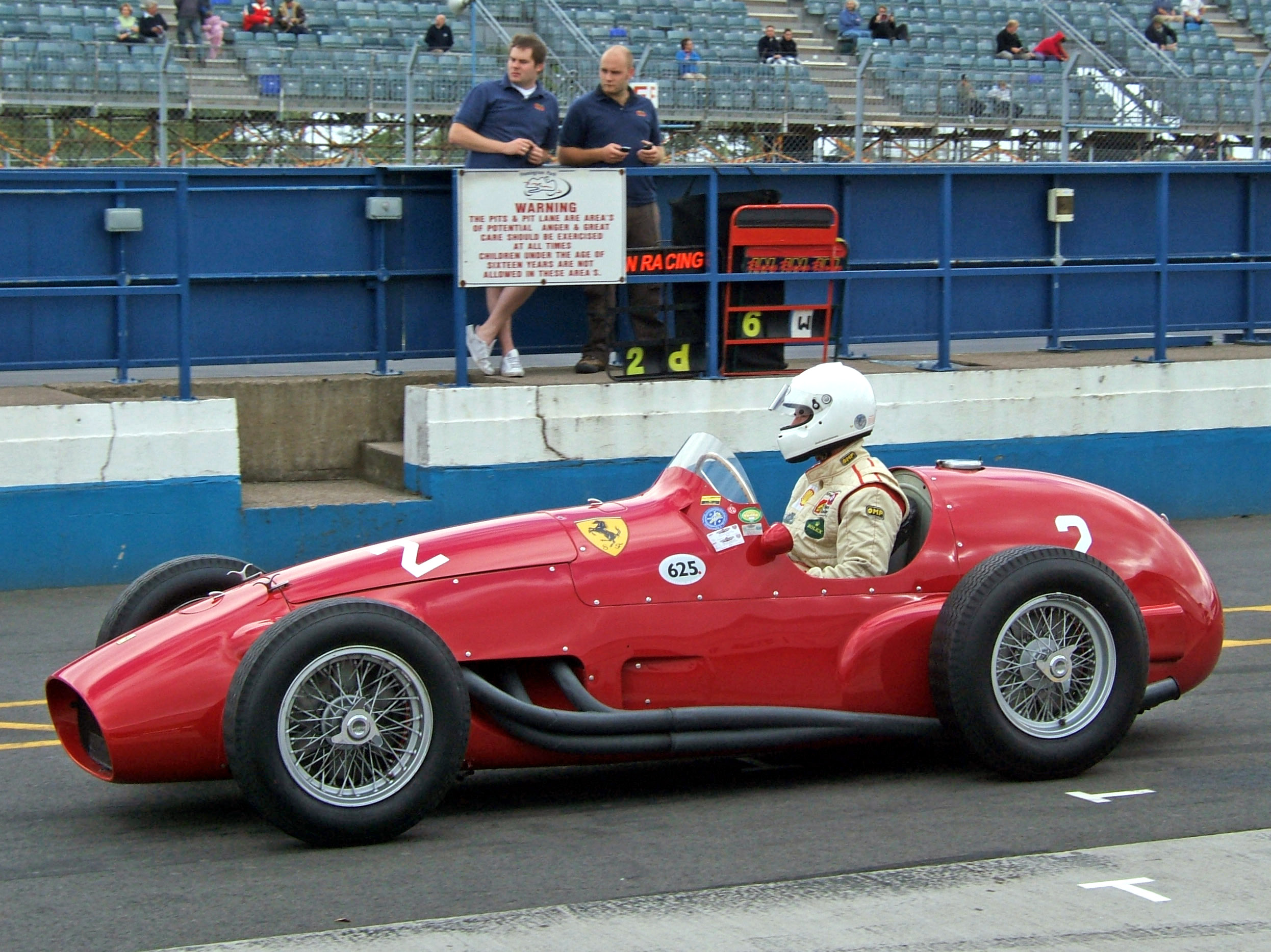
Ein Ferrari 625F1 bei einem Oldtimer-Rennen in Donington 2007
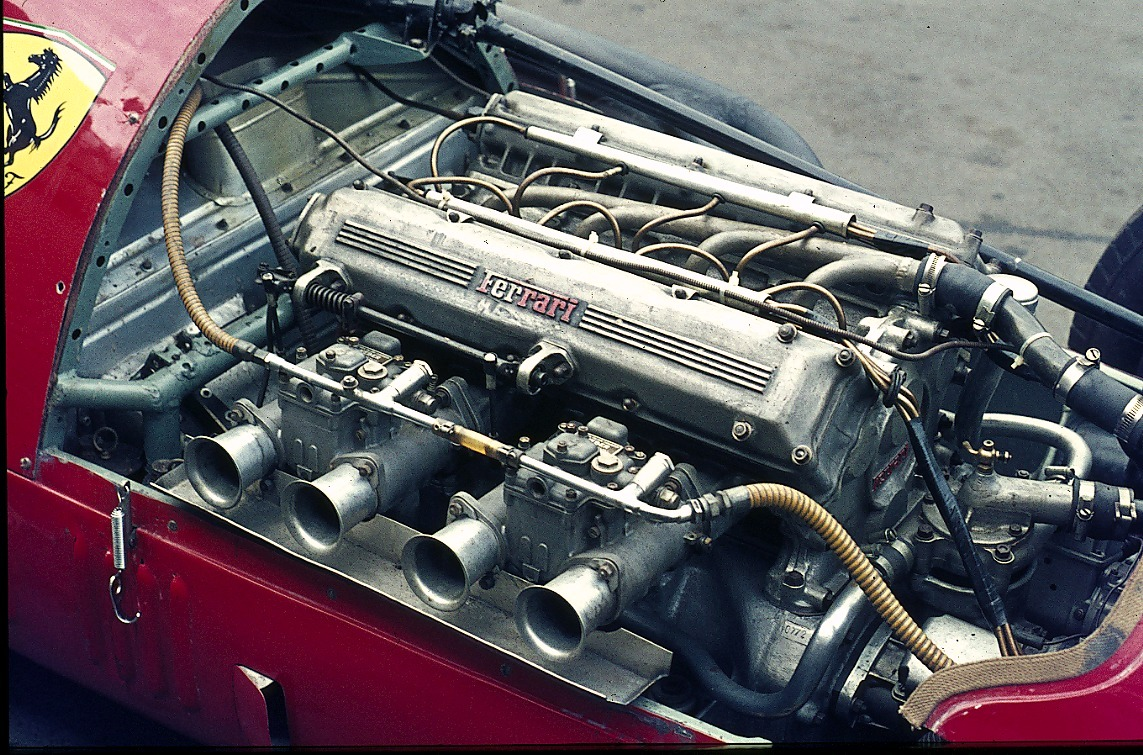
Vierzylindermotor des Ferrari 625F1
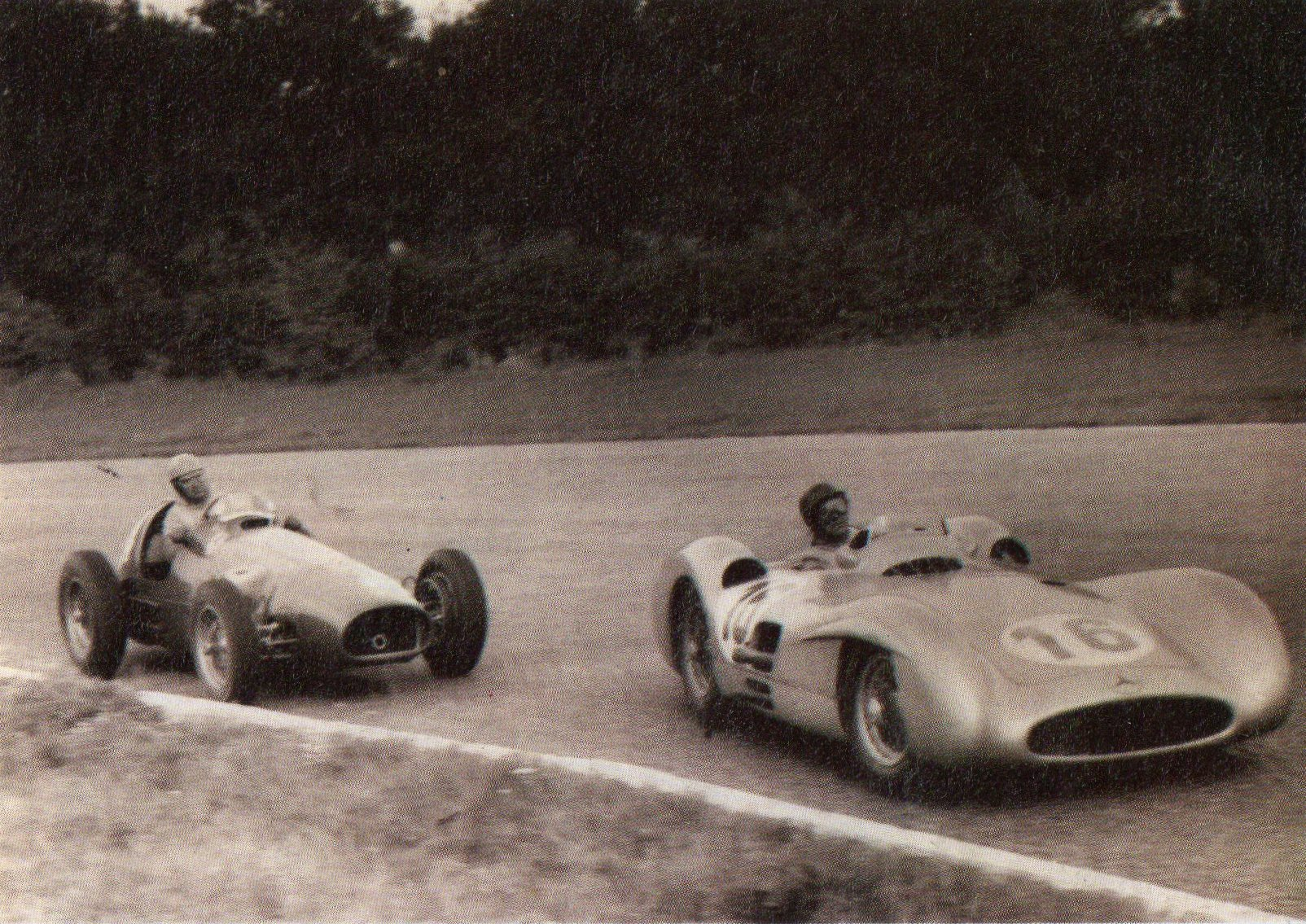
Großer Preis von Italien 1954: Ascari (Ferrari 625) hinter Fangio (Mercedes-Benz W196)
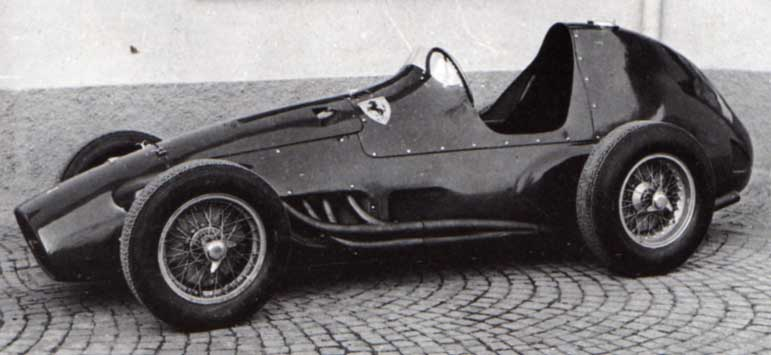
Version mit erhöhtem Heck und darin integrierter Kopfstütze. Der Wagen wurde allein von Umberto Maglioli pilotiert.
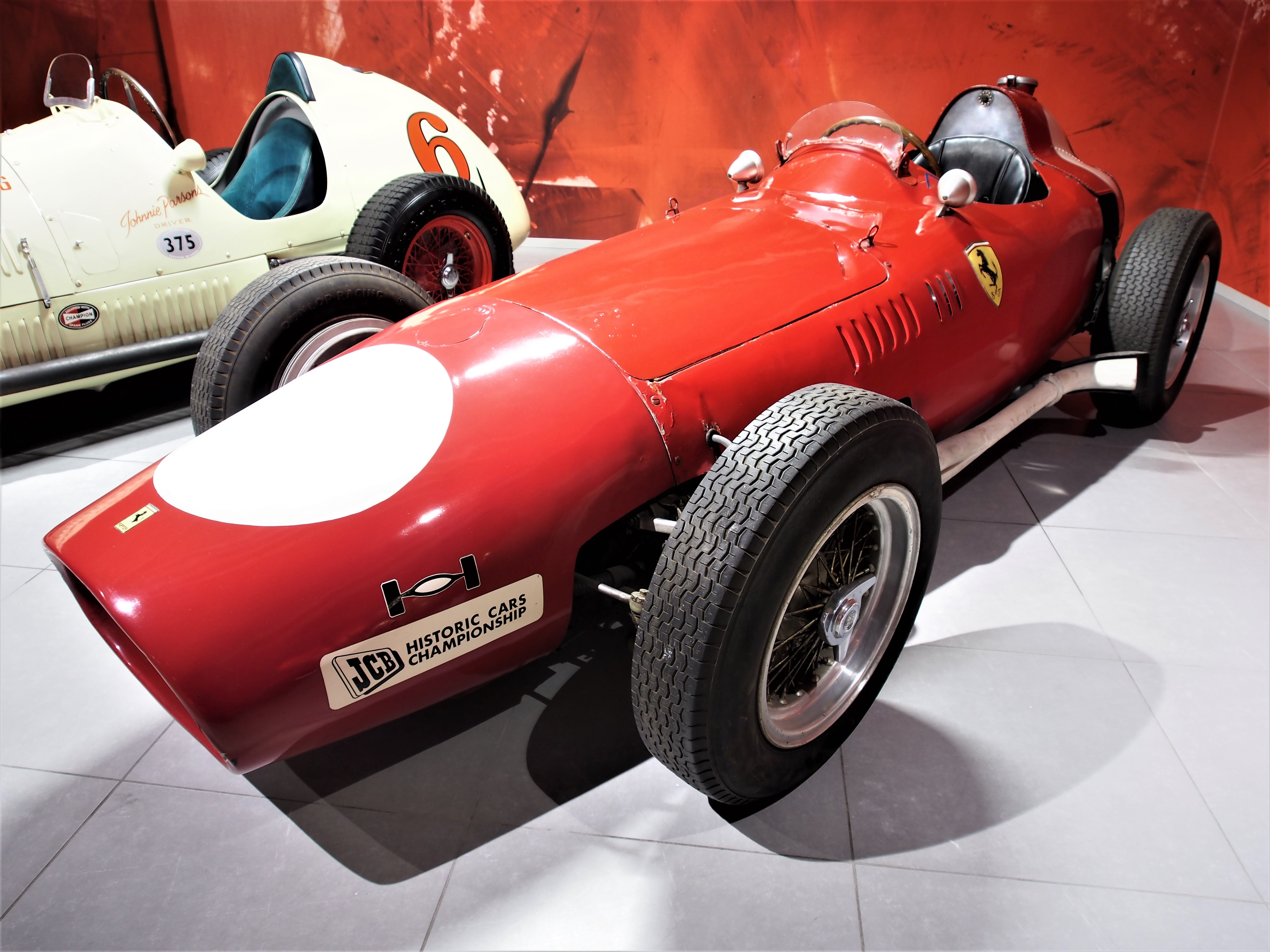
Ein 625 in der Version, wie er in der „Tasman-Serie“ (mit 2,8 Liter Hubraum) gefahren wurde.

## Technische Daten
| 625F1             | Baujahr 1954; eingesetzt 1954 und 1955                |
| ----------------- | ----------------------------------------------------- |
| Motor             | Vierzylinder-Reihenmotor                              |
| Bohrung × Hub     | 94 × 90 mm                                            |
| Hubraum           | 2498 cm³                                              |
| Verdichtung       | 13 : 1                                                |
| Leistung          | 250 PS bei 7200/min                                   |
| Motorsteuerung    | DOHC, Zahnrad, 2 Ventile pro Zylinder                 |
| Aufladung         | 2 × Weber 50DCOA/3                                    |
| Tankinhalt        | 180 Liter                                             |
| Kühlung           | Wasser (mit Pumpe)                                    |
| Getriebe          | Transaxle, 4 Gang, 1 Retourgang, Mehrscheibenkupplung |
| Fahrwerk          | Rohrrahmen, 2 ovale Längsträger                       |
| Aufhängung vorn   | Doppelquerlenker, Querblattfeder                      |
| Aufhängung hinten | De-Dion-Achse, Querblattfeder                         |
| Stoßdämpfer       | Hebelstoßdämpfer vorne und hinten                     |
| Bremsen           | Vier hydraulische Trommelbremsen                      |
| Radstand          | 2160 mm                                               |
| Spur              | 1278/1250 mm                                          |
| Außenmaße         | 3988 × 1427 × 1020 mm                                 |
| Trockengewicht    | 600 kg (inkl. Wasser und Öl)                          |